# سیانوریک فلوئورید
سیانوریک فلوئورید (به انگلیسی: Cyanuric fluoride) با فرمول شیمیایی C۳F۳N۳ یک ترکیب شیمیایی با شناسه پاب‌کم ۱۲۶۶۴ است. که جرم مولی آن ۱۳۵٫۰۴۷ g/mol می‌باشد. شکل ظاهری این ترکیب، مایع بی‌رنگ است.